# Ewanius
Ewanius là một chi bọ cánh cứng trong họ Chrysomelidae.
Chi này được miêu tả khoa học năm 2002 bởi Reid.

## Các loài
Chi này gồm các loài:
- Ewanius nothofagi Reid, 2002